# Gay marions-nous
Le mariage pour tous
Pistes de Bye mélanco
Pause Après le théâtre
Gay marions-nous est une chanson d'Anne Sylvestre parue en 2007 dans l'album Bye mélanco.

## Historique
Elle sort dans le vingt-troisième album d'Anne Sylvestre. En 2007, le mariage homosexuel n'est légal qu'aux Pays-Bas, en Espagne, en Belgique, au Canada et en Afrique du Sud. Mais l'affaire du mariage de Bègles en 2004 a attiré l'attention de l'opinion publique sur la question en France, où le mariage sera ouvert aux couples de même sexe en 2013.
Anne Sylvestre connaissait le sujet de près : « J’ai de très bons amis belges qui m’avaient invitée à être témoin de leur mariage en 2006. J’allais souvent les voir en Belgique. J’étais très contente, ça s’est bien passé, c’était super. Après j’ai encore assisté à deux ou trois mariages homos. »

## Thématique
Deux voisines d'un certain âge décident de convoler en justes noces, même si « ça va pas plaire au pape ».

## Réception
À la sortie de l'album, Anne Sylvestre revendique l'engagement porté par cette chanson malicieuse « Gay marions-nous, qui évoque avec liberté et fantaisie le mariage homosexuel, sur son nouvel album » : 

« J’ai eu envie de m’amuser et je trouve que c’est une chanson engagée, à ma façon. Ça ne va pas plaire à tout le monde mais je m’en contrefiche. »

Au lendemain de l'adoption du mariage homosexuel, elle relativise cependant son implication dans les pages du quotidien catholique La Croix : 

« J’ai chanté Gay marions-nous en 2007, on me demande depuis si j’avais pris position pour le mariage homosexuel. Non ! J’ai écrit une chanson drôle, pas une contribution à un débat de société… »

Elle revient à une position médiane peu après, reconnaissant un certain engagement :

« «Gay marions nous» parle du mariage homosexuel, mais sur le mode plutôt joyeux. C'est une chanson amusante sur un sujet qui est devenu grave. Je parle des gens, de ce qui se passe, je ne fais pas de discours ni de conférence. Je fais des chansons. Donc ce sont des histoires de gens. Je suis engagée bien sûr, je ne vais pas le nier, quelquefois j'ai des convictions ou des colères et j'en fais des chansons, souvent très positives. La bêtise et l'intolérance m'ont toujours mise en colère, mais on a déjà la chance de vivre. Il faut essayer de le faire de son mieux et apporter quelque chose aux autres. »

Elle s'est aussi exprimée sur les manifestations contre l'ouverture du mariage aux couples homosexuels : 

« Je suis écœurée, c’est honteux, ridicule. Avec les enfants, « un papa une maman »… Cette chanson, je l’ai écrite comme d’habitude en avance sur l’époque. Et ensuite, elle a été partagée pendant les débats ! »